# 及川リン
及川 リン（おいかわ りん、英名: Rin Oikawa）は、日本の女性歌手。

## 人物
音楽クリエイター集団・Q;indiviの中心メンバーの一人で、ボーカルと作詞を担当。2009年からはQ;indivi Starring Rin Oikawaとしても活動している。
田辺トシノと板垣祐介によるバンド・サボテンウィリーや、板垣祐介とのユニット・SweetBlanketなどでも活動。
幼少時代をアメリカで過ごし、日本に帰国後、ギターと作曲を始める。マイケル・ジャクソンをきっかけに歌手を志すようになった。
繊細で透明感のあるボーカルが特徴で、菅野よう子作品などの映画のサウンドトラックやCMソングに多数参加している。

## 参加作品
| タイトル                              | アーティスト名  | 収録作品                                                           | 発売日                        | 規格      | 規格品番               | レーベル                | 備考 |
| ------------------------------------- | --------------- | ------------------------------------------------------------------ | ----------------------------- | --------- | ---------------------- | ----------------------- | --- |
| She said（歌・作詞）                  | Various Artists | 『下妻物語オリジナル・サウンドトラック』                           | 2004年05月26日                | CCCD      | DFCL-1137              | DefSTAR RECORDS         | 映画「下妻物語」のサウンドトラックに参加。                                                                    |
| Blues In My Heaven（歌）              | Various Artists | 『阿修羅城の瞳オリジナル・サウンドトラック』                       | 2005年04月13日                | CD        | VICL-61582             | Victor Entertainment    | 映画「阿修羅城の瞳」のサウンドトラックに参加。                                                                |
| Dream Train（歌・作詞）               | Various Artists | 『嫌われ松子の歌たち』                                             | 2006年05月24日                | CD        | WPCL-10274             | WARNER MUSIC JAPAN      | 映画「嫌われ松子の一生」のサウンドトラックに参加。                                                            |
| What Is A Life（歌）                  | Various Artists | 『嫌われ松子の歌たち』                                             | 2006年05月24日                | CD        | WPCL-10274             | WARNER MUSIC JAPAN      | 映画「嫌われ松子の一生」のサウンドトラックに参加。                                                            |
| Candy Tree（歌・作詞）                | Various Artists | 『嫌われ松子の歌たち』                                             | 2006年05月24日                | CD        | WPCL-10274             | WARNER MUSIC JAPAN      | 映画「嫌われ松子の一生」のサウンドトラックに参加。                                                            |
| Candy Tree - blossom ver.（歌・作詞） | Various Artists | 『嫌われ松子の歌たち』                                             | 2006年05月24日                | CD        | WPCL-10274             | WARNER MUSIC JAPAN      | 映画「嫌われ松子の一生」のサウンドトラックに参加。                                                            |
| Here, Always（作詞）                  | Various Artists | 『嫌われ松子の歌たち』                                             | 2006年05月24日                | CD        | WPCL-10274             | WARNER MUSIC JAPAN      | 映画「嫌われ松子の一生」のサウンドトラックに参加。                                                            |
| Matsuko Medley（作詞）                | Various Artists | 『嫌われ松子の歌たち』                                             | 2006年05月24日                | CD        | WPCL-10274             | WARNER MUSIC JAPAN      | 映画「嫌われ松子の一生」のサウンドトラックに参加。                                                            |
| Colors in Bloom（歌）                 | Various Artists | 『ハチミツとクローバー オリジナル･サウンドトラック』               | 2006年07月12日 2013年09月18日 | CD        | UPCH-1503 UPCY-9359    | ユニバーサルJ USM JAPAN | 映画「ハチミツとクローバー」のサウンドトラックに参加。                                                        |
| So much more to say（作詞）           | Various Artists | 『ハチミツとクローバー オリジナル･サウンドトラック』               | 2006年07月12日 2013年09月18日 | CD        | UPCH-1503 UPCY-9359    | ユニバーサルJ USM JAPAN | 映画「ハチミツとクローバー」のサウンドトラックに参加。                                                        |
| Going to the sea（歌・作詞）          | Various Artists | 『ハチミツとクローバー オリジナル･サウンドトラック』               | 2006年07月12日 2013年09月18日 | CD        | UPCH-1503 UPCY-9359    | ユニバーサルJ USM JAPAN | 映画「ハチミツとクローバー」のサウンドトラックに参加。                                                        |
| グッバイ（作詞）                      | Sotte Bosse     | 『moment』                                                         | 2007年10月03日                | CD        | UPCI-1070              | ユニバーサルシグマ      | |
| Heavenly Star（コーラス）             | 元気ロケッツ    | 「Heavenly Star / Breeze」                                         | 2007年07月04日                | CD+DVD CD | AVCD-31262B AVCD-31263 | avex trax               | |
| Winter Song（歌）                     | eLEQUTE         | J-POP HOUSE COVERS 『Q;uriosity - Wild Wild Winter/Spring!』       | 2008年01月09日                | CD        | QCCR-0001              | Q;cd                    | |
| 風になりたい                          | eLEQUTE         | J-POP HOUSE COVERS2『Q;uriosity - Digital Summer Love Collection』 | 2008年07月02日                | CD        | QCCR-0002              | Q;cd                    | |
| LA・LA・LA LOVE SONG                  | eLEQUTE         | J-POP HOUSE COVERS2『Q;uriosity - Digital Summer Love Collection』 | 2008年07月02日                | CD        | QCCR-0002              | Q;cd                    | |
| Jamaica Song                          | eLEQUTE         | J-POP HOUSE COVERS2『Q;uriosity - Digital Summer Love Collection』 | 2008年07月02日                | CD        | QCCR-0002              | Q;cd                    | |
| CAN'T HELP FALLING IN LOVE            | eLEQUTE         | J-POP HOUSE COVERS2『Q;uriosity - Digital Summer Love Collection』 | 2008年07月02日                | CD        | QCCR-0002              | Q;cd                    | |
| Magical Lullaby（歌）                 | Various Artists | 『パコと魔法の絵本オリジナルサウンドトラック』                     | 2008年09月10日                | CD        | COCP-35116             | 日本コロムビア          | 映画「パコと魔法の絵本」のサウンドトラックに参加。                                                            |
| I WANT YOU BACK（歌・コーラス）       | eLEQUTE         | J-POP HOUSE COVERS3『BABY HOUSE COVER Collection』                 | 2009年01月07日                | CD        | QCCR-0003              | Q;cd                    | |
| 君の瞳に恋してる（歌）                | eLEQUTE         | J-POP HOUSE COVERS3『BABY HOUSE COVER Collection』                 | 2009年01月07日                | CD        | QCCR-0003              | Q;cd                    | |
| 星に願いを（コーラス）                | MEG × Q;indivi  | 「HOUSE☆DISNEY ep」                                                | 2009年01月28日                | CD        | AVW112694              | avex trax               | HMV限定販売。                                                                                                 |
| Stolen Moments（歌）                  | Various Artists | 『Lupin the Third DANCE&DRIVE cover&remixes』                      | 2009年08月26日                | CD+DVD CD | VPCG-80640 VPCG-84894  | VAP                     | テレビアニメ「ルパン三世」のカバー&リミックス・コンピレーション。                                             |
| Each and All（歌）                    | livetune        | 「Take Your Way」                                                  | 2013年06月05日                | CD+DVD CD | TFCC-89442 TFCC-89443  | TOY'S FACTORY           | テレビアニメ「DEVIL SURVIVOR 2 the ANIMATION」の挿入歌にlivetune adding RinOikawa (from Q;indivi)として参加。 |
| 君はともだち [トイ・ストーリー]（歌） | Various Artists | 「ROCK IN DISNEY 〜fox capture plan」                              | 2017年07月26日                | CD        | AVCW-63231             | Walt Disney Records     | fox capture planがゲストボーカルを迎えたディズニーカバーアルバム。                                            |

### CMソング
- So Far Away（歌）
キリンビバレッジ 生烏龍「桜」篇
- Glass Shoes（歌・作詞）
- Remember me（歌・作詞）
- Ask the Sky（歌・作詞）
旭硝子
- My Love（作詞）
トヨタ自動車 ist「ほっぺの理由」篇
- In my memories（作詞） 
シャープ ハイビジョンレコーダー「涙」篇
- Silent Star（歌・作詞）
シャープ FOMA SH903i
- Beautiful Time（歌・作詞）
森永乳業 ラクトフェリン
- タイトル不明（歌）
大塚製薬 ウレパールプラスジェル20「サラサラ花びら」篇
- タイトル不明（歌・作詞・作曲）
資生堂 マシェリ「肌までキレイ」篇
- タイトル不明（歌）
コーセー ルティーナ ライトオンパクト
- The Secret Magic（歌）
コーセー 清肌晶 ホワイトニングマスク
- タイトル不明（歌・作詞）
コーセー ルティーナ ’03秋オールバランサー
- World You Reached（作詞）
ソニー ベガ
- タイトル不明（歌）
日産自動車 マイレージキャンペーン
- タイトル不明（歌）
マツダ デミオ
- タイトル不明（歌）
ノーリツ
- タイトル不明（歌・ロゴ）
資生堂 マシェリ
- タイトル不明（ナレーション・歌）
第一三共 ヘルスケア システィナC
- タイトル不明（歌）
JT Roots リアルブレンド インスピレーション
- タイトル不明（歌）
日本コカ・コーラ アクエリアス アクティブ ダイエット
- タイトル不明（作詞）
キヤノン iVIS HV10
- タイトル不明（歌・作詞）
ジョンソン・エンド・ジョンソン アキュビューオアシス
- Beautiful Memories（歌・作詞）
シャープ '05 アクオス「インテリア２」篇
- タイトル不明（歌・作詞）
シャープ AQUOSケータイ SoftBank 912SH
- タイトル不明（歌・作詞）
パナソニック オキシライド乾電池
- タイトル不明（歌・作詞）
イトーヨーカドー パワークール

## 参加グループ

### サボテンウィリー
及川リン (Vo)、田辺トシノ (B & P)、板垣祐介 (G)によるバンド。2005年解散。

### sweetblanket
及川リン (Vo & G)と板垣祐介 (G)によるユニット。東京でライブ活動をしていた。2013年1月12日から渋谷アップリンクにて公開されたNPO法人ACEの設立15周年記念映画『バレンタイン一揆』の主題歌に「僕なんて」が起用された。